# ستيفن كروفت
ستيفن كروفت (بالإنجليزية: Steven Croft)‏ هو كاهن أنجليكاني بريطاني، ولد في 29 مايو 1957 في هاليفاكس في المملكة المتحدة.